# Základní škola Amos

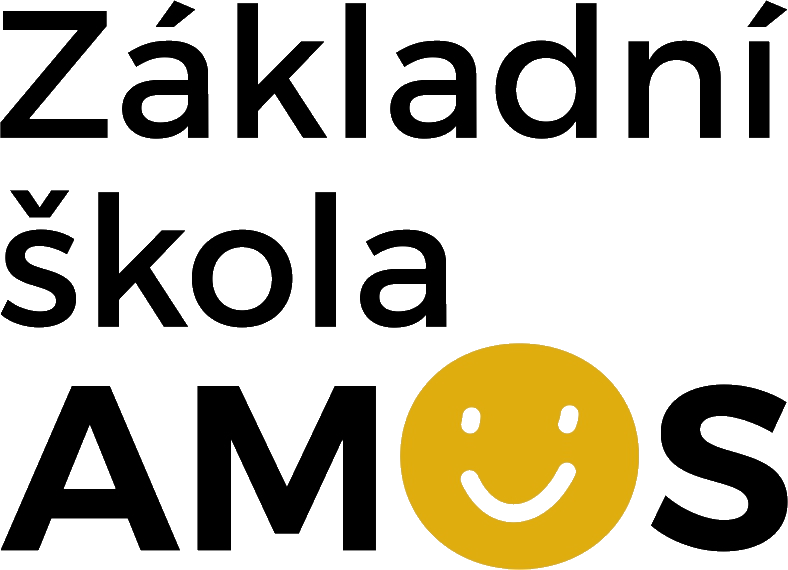
Logo ZŠ AMOS

Základní škola Amos je veřejná škola s kapacitou 540 dětí, která se nachází v Dolních Jirčanech v okrese Praha-západ. Byla postavena v roce 2019 na území, kde se předtím nacházelo pole. Budova zabírá zastavěnou plochu 3834 metrů čtverečních, užitná plocha je 8300 m². Stavba je navržena jako energeticky pasivní. Je pojmenovaná podle Jana Amose Komenského. Ředitelem k roku 2020 je Daniel Kohout.
Za návrhem stojí ateliér SOA architekti, jmenovitě architekti Ondřej Píhrt, Štefan Šulek a Ondřej Laciga. Celý projekt výstavby vyšel na 420 milionů korun, 238 milionů přispělo Ministerstvo školství, 50 milionů Státního fondu životního prostředí, 12 milionů od Středočeského kraje a 6 milionů z Evropských fondů na vybudování interaktivních učeben. Zbytek, včetně vybavení školy, platila obec.
Uvnitř se nachází veřejná knihovna, 18 tříd, společenské místnosti, jídelna a tělocvična. Ke škole přiléhají také dvě sportovní hřiště, parkoviště a veřejné prostranství pro pěší.
V roce 2020 byla budova ZŠ Amos oceněna českou Národní cenou za architekturu – Grand Prix architektů v nové kategorii šetrných budov.

## Historie
O plánech zřízení nové základní školy pro Psáry a Dolní Jirčany se mluvilo od roku 2010. Projekt školy vznikl mezi 2014 až 2017. K slavnostnímu otevření došlo 3. září roce 2019.